# Christian Stoll (Journalist)

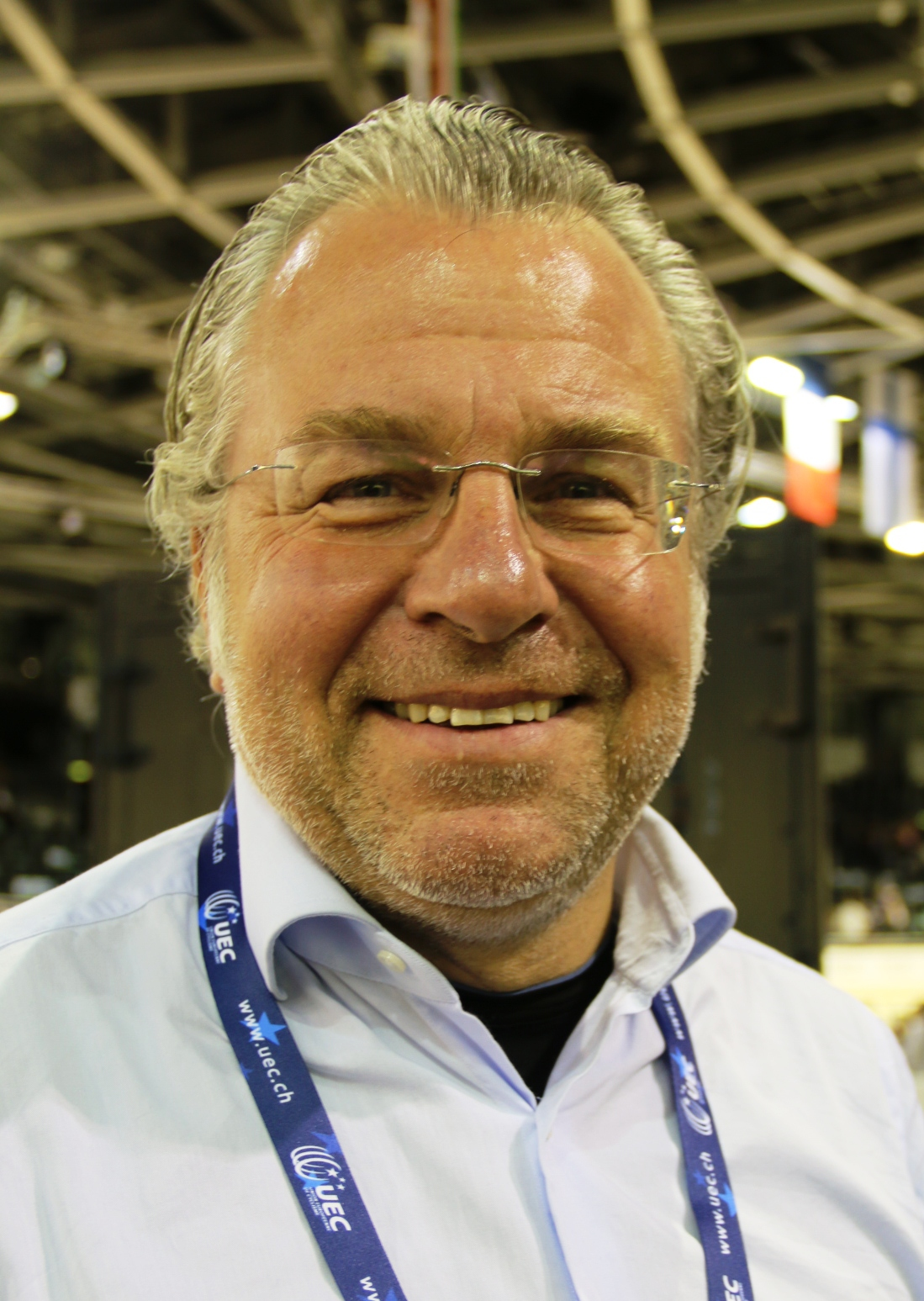
Christian Stoll (2017)

Christian Stoll, genannt Stolli, (* 15. Juli 1960 in Bremen) ist ein deutscher Journalist, Stadionsprecher und Sportorganisator. Von 1996 bis 2022 war er Stadionsprecher von Werder Bremen im Weserstadion, von 2006 bis 2016 war er offizieller Stadionsprecher des DFB.

## Biographie
Christian Stoll studierte in Mainz und Hamburg Geschichte, Journalistik und Literaturwissenschaft. Von 1991 bis 2009 war er in leitenden Positionen bei verschiedenen Radiosendern in München, Berlin und Hannover tätig.
Bis Herbst 2009 war Stoll Leiter der Aktuell-Redaktion und der Sport-Promotion beim niedersächsischen Privatsender Antenne Niedersachsen. Anschließend gründete er in Hannover die Christian Stoll Sportpromotion. Bei den Sechstagerennen in Bremen, Berlin, Stuttgart und Zürich war er regelmäßig als Hallensprecher im Einsatz. Über mehrere Jahre zeichnete sein Unternehmen für die „Küstentour“, eine Rennserie in Badeorten an Ost- und Nordsee, verantwortlich, die zwischenzeitlich in Nordholz unter dem Titel Bike Navy als Jedermannrennen ausgetragen wird. Wegen einer schweren Erkrankung (Depression) konnte die von Stoll in Angriff genommene Wiederauflage der Sechstagerennen in Hannover und Köln 2011 bzw. 2012 nicht stattfinden. Seit 2012 lebt Christian Stoll in Berlin und führt dort eine Agentur für Kommunikation & Marketing.
Von 1996 bis 2022 war Christian Stoll Stadionsprecher beim Fußballverein Werder Bremen und führte dort das Publikum gemeinsam mit Arnd Zeigler durch das Spiel und das Rahmenprogramm. Von 2006 bis 2016 war er gemeinsam mit dem Münchner Moderator Andy Wenzel offizieller Stadionsprecher des DFB und war in dieser Funktion im Finale der Fußball-Weltmeisterschaft 2006 der Männer in Berlin wie auch beim Eröffnungsspiel der Fußball-Weltmeisterschaft der Frauen 2011 zu hören.

## Trivia
2001 erhielt Christian Stoll für eine besonders lautstarke Moderation beim Finale des Sechstagerennens in Bremen den Raab der Woche.
Stoll ist bekennendes Mitglied und Fan des Blumenthaler SV.

## Publikationen
- Hans Haarmeyer/Christian Stoll: Guter Rat bei Insolvenz. DTV, 2004, ISBN 978-3-406-52339-7.